# Ирландская социалистическая республиканская партия
Ирла́ндская социалисти́ческая республика́нская па́ртия (англ. Irish Socialist Republican Party) — первая марксистская организация Ирландии, которая была основана 29 мая 1896 года группой, возглавляемой Джеймсом Конноли и переставшей существовать после его отъезда в США в 1903 году. Партия ставила перед собой в качестве целей
1. Национализацию железных дорог и каналов,
2. Уничтожение частных банков и кредитных организаций; учреждение управляемого избираемым советом директоров национального банка, выдающего кредиты по себестоимости,
3. Создание за счёт государственных средств сельских складов для наиболее совершенных сельскохозяйственных машин, которые будут сдаваться в аренду сельскому населению за сумму, покрывающую одновременно расходы на техническое обслуживание и управление,
4. Прогрессивный подоходный налог на все доходы свыше 400 фунтов в год, чтобы обеспечить средствами пенсии пожилых людей, инвалидов, вдов и сирот,
5. Законодательное ограничение рабочих часов до сорока восьми в неделю и установление минимальной заработной платы,
6. Бесплатное обслуживание для всех детей,
7. Постепенное расширение принципа государственной собственности и предложения на все сферы жизни,
8. Общественный контроль и управление государственными школами с помощью специально избираемых для этой цели комитетов,
9. Бесплатное образование вплоть до самых высоких классов университета,
10. Всеобщее избирательное право

Была возрождена в 1909 году под названием Социалистической партии Ирландии, ставшей, в свою очередь, предшественницей Коммунистической партии Ирландии. Сходное название носит появившаяся в 1974 году Ирландская республиканская социалистическая партия.